# 广运 (西夏)
广运（1034年八月—1036年十一月）是西夏景宗李元昊的第二個年號，共計3年。
李兆洛《紀元編》又有「廣民」「廣熙」二個年號，其中「廣民」見於《百衲本宋史》「踰月，或告以石晉敗亡年號也，乃改廣民」，「廣熙」疑源自《續資治通鑑長編》「私改廣慶三年曰大慶元年」，李兆洛收錄時誤作「廣熙」。

## 改元
- 開運元年——八月，改元為廣運元年。[5][6][7][8]
- 廣運三年——十二月，改元為大慶元年。[5][4]

## 纪年對照表
| 广运 | 元年   | 二年   | 三年   |
| ---- | ------ | ------ | ------ |
| 公元 | 1034年 | 1035年 | 1036年 |
| 干支 | 甲戌   | 乙亥   | 丙子   |

## 同期存在的其他政权年号
- 中國
  - 景祐（1034年－1038年）：宋—宋仁宗趙禎之年號
  - 重熙（1032年－1055年）：契丹—遼興宗耶律宗真之年號
  - 正治（1027年－1041年）：大理—段素真之年號
- 越南
  - 天成（1028年－1034年）：李朝—李佛瑪之年號
  - 通瑞（1034年－1039年）：李朝—李佛瑪之年號
- 日本
  - 長元（1028年－1037年）：後一條天皇與後朱雀天皇之年号

## 深入閱讀
- 李崇智. . 北京: 中華書局. 2004年12月. ISBN 7101025129.
- 鄧洪波. . 臺北: 國立臺灣大學東亞經典與文化研究計劃. 2005年3月  [2021-12-06]. ISBN 9789860005189. （原始内容 (pdf)存档于2007-08-25）.
- 長部和雄.  (PDF). 東京: 京都大學. 1933年7月1日  [2021年12月18日]. ISBN. （原始内容 (pdf)存档于2021年12月9日）.
- 長部和雄.  (PDF). 東京: 京都大學. 1933年10月1日  [2021年12月18日]. ISBN. （原始内容 (pdf)存档于2021年12月18日）.

## 參看
- 中國年號索引
- 其他政权使用的广运年号

| 前一年號： 开运 | 西夏年号 1034年－1036年 | 下一年號： 大庆 |